# St. Jakobi (Coesfeld)
Koordinaten: 51° 56′ 34,6″ N, 7° 10′ 2,8″ O

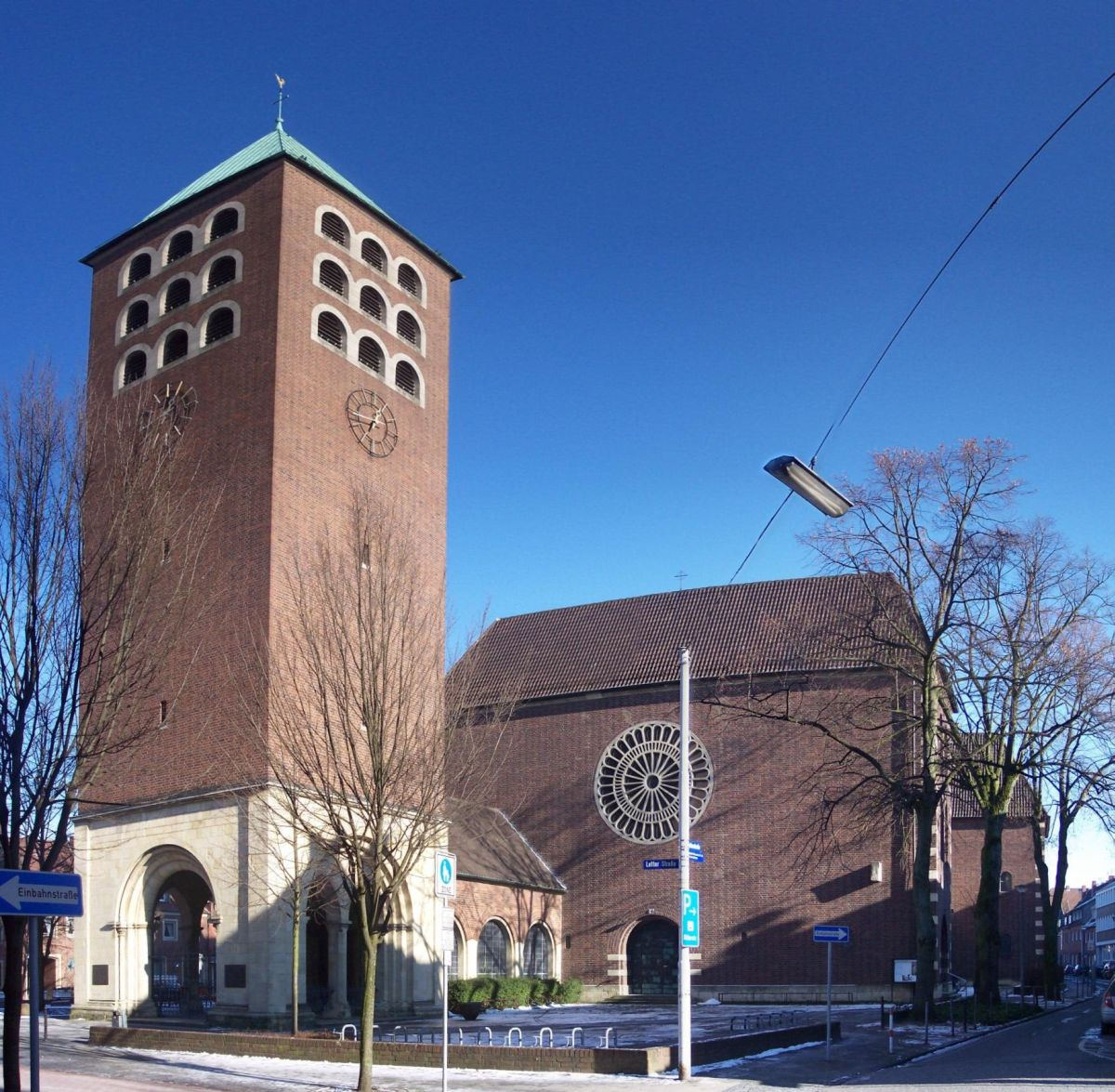

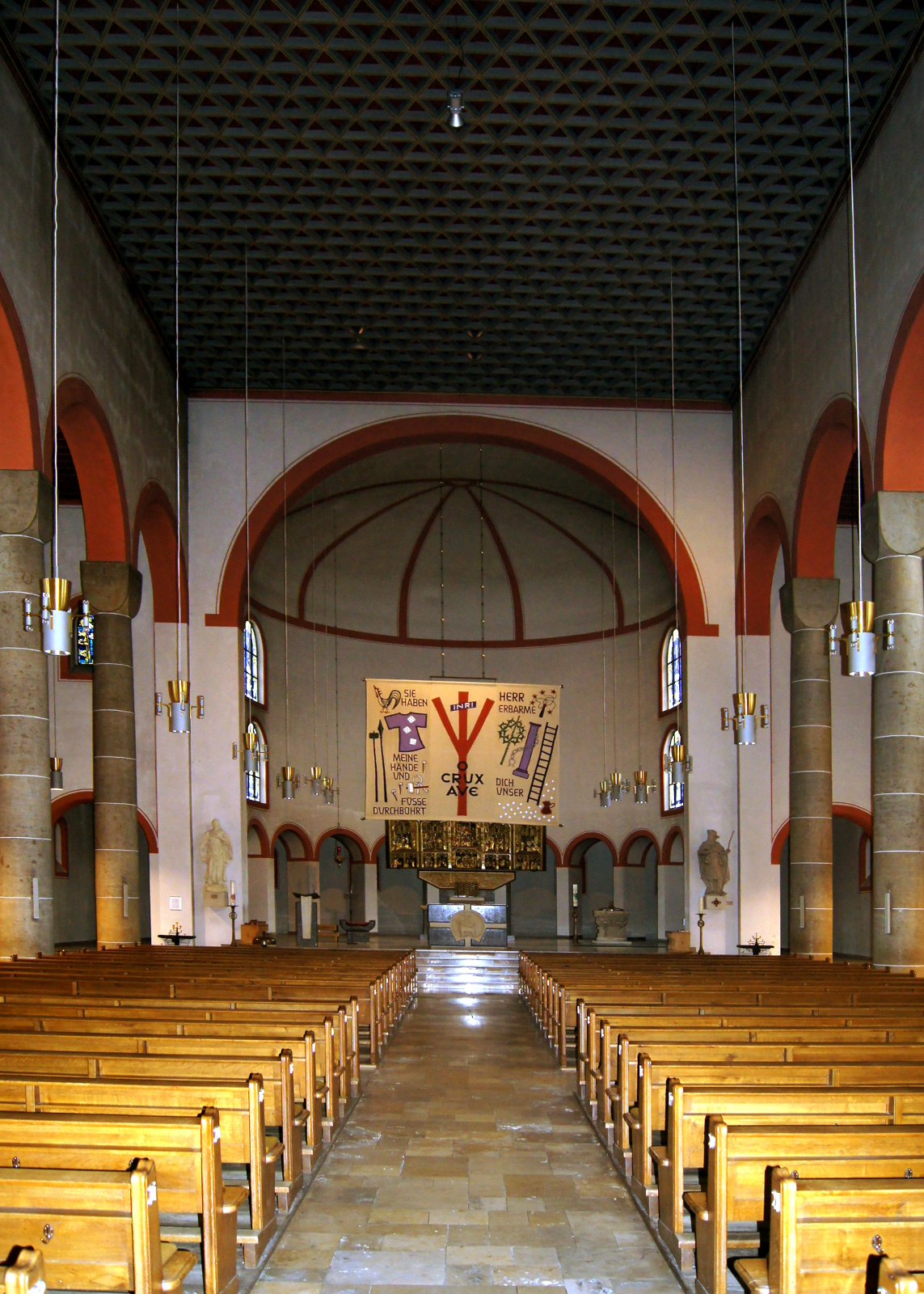

St. Jakobi ist eine römisch-katholische ehemalige Pfarrkirche in Coesfeld. Sie ist etwas jünger als die Lambertikirche, von der sie im ausklingenden 12. Jahrhundert abgepfarrt wurde und zu der sie seit Ende 2007 wieder gehört. Das frühere Pfarrgebiet umfasste die südwestliche Innenstadt, das angrenzende Stadtgebiet sowie die Bauerschaft Flamschen. St. Jakobi liegt an der Letter Straße im Süden der Coesfelder Altstadt.

## Die 1945 zerstörte alte Jakobikirche
Die alte Kirche war eine einjochige Stufenhalle gebundener Ordnung mit einem dreijochigen Querschiff und einem einjochigen, rechteckig geschlossenen Chor. Sie lag an einem historischen Jakobsweg, der zum 2672 Kilometer entfernten Santiago de Compostela führte, und war im Mittelalter ein Sammelpunkt der Pilger. Der Turm war vier Geschosse hoch und wobei das untere Geschoss eine offene Halle darstellte. Später wurden die Seitenschiffe im gotischen Stil erneuert, ebenso der Chorraum, schließlich hat man St. Jakobi nochmals ab 1923 großzügig erweitert.
Die Bombardierung Coesfelds am 21. März 1945 brachte die totale Zerstörung der alten Jakobikirche. Beim Turmeinsturz kam der Kaplan Heinrich Wünsche ums Leben, da der Turm als splittersicher galt und als Schutzraum genutzt wurde. Wünsche fand man erst bei der Trümmerbeseitigung im Herbst 1946.

## Die neue Jakobikirche und ihre Ausstattung
Nach 1945 rekonstruierte man das romanische Turmuntergeschoss und das Prachtportal, dessen Bruchstücke aus den Trümmern geborgen werden konnten. Darauf errichtete man den Turm der neuen Kirche, der nun, da St. Jakobi nicht genau am alten Standort gebaut wurde, nach Art eines Campanile vom eigentlichen Bau losgelöst stand. Der Verbindungsgang zwischen Turm und Kirche, „Paradies“ genannt, dient als Lapidarium. Dort befinden sich einige Skulpturen sowie romanische Kapitelle des zerstörten Baus. Als Architekten beauftragte man Heinrich Schäfer. Die neue Jakobikirche ist ein Bau mit breitem, flachgedeckten Mittelschiff und schmalen Seitenschiffen sowie zwei Querhäusern. Der Chorraum ist nach Art einer Rundapsis angefügt. St Jakobi ist vom modernen Baustil geprägt, jedoch deutlich an romanische Bauformen angelehnt. Der Innenraum wird von Rundsäulen getragen, denen wuchtige Würfelkapitelle aufliegen. Der Innenraum wurde 2013 renoviert.
Von der alten Ausstattung sind in die neue Kirche übertragen worden:
- der um 1520 gefertigte Antwerpener Schnitzaltar, seit 1984 im Chorraum. Die in Bocholt von Theodor Stracke gefertigten Altarflügel sind Ergänzungen aus dem Jahr 1892.
- Der romanische Taufstein (um 1230), über dem die selige Anna Katharina Emmerick getauft wurde.
- mehrere erhaltene Skulpturen, u. a. des Pfarrpatrons St. Jakobus und eine Muttergottes im Barockstil.

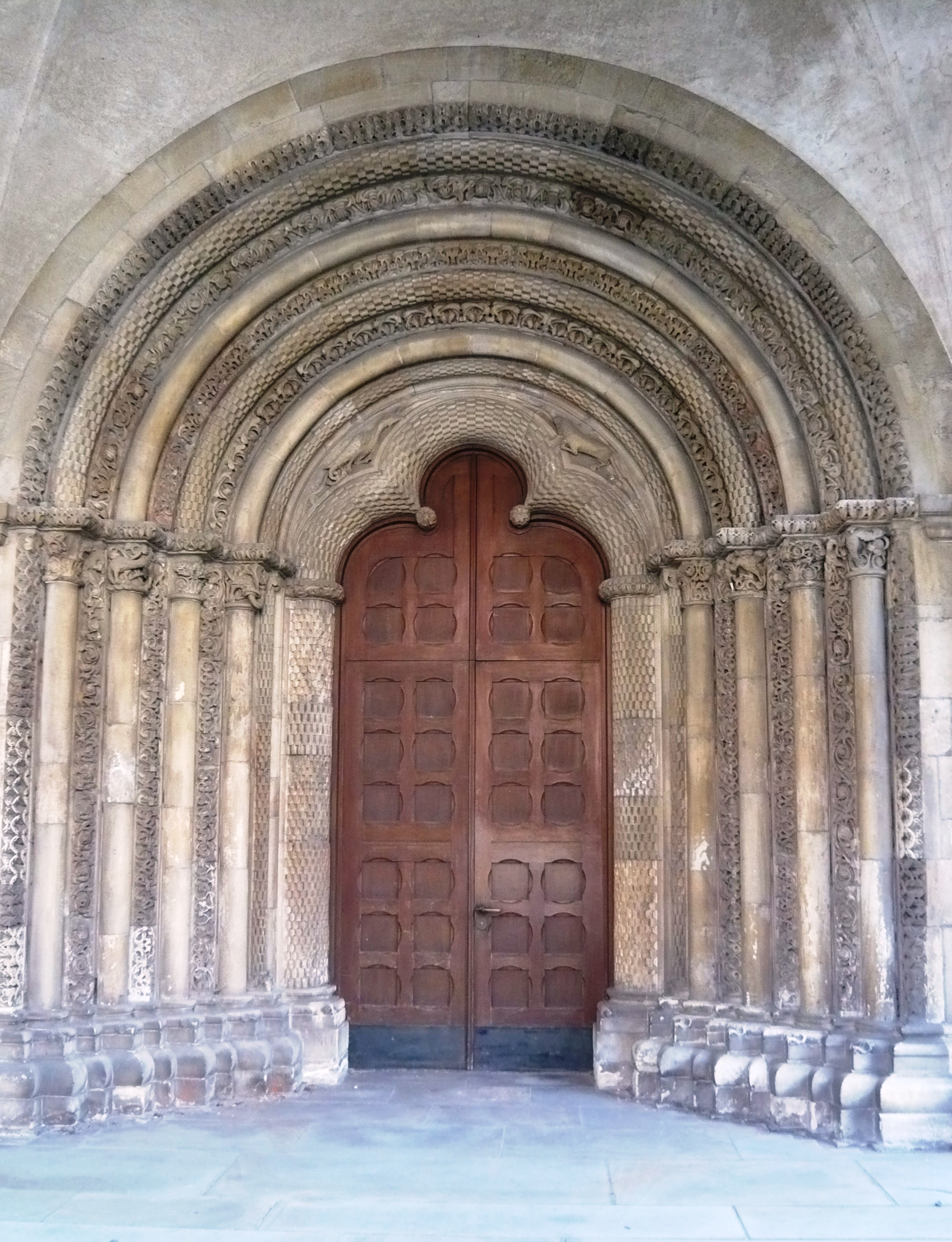
Portal der alten Jakobikirche
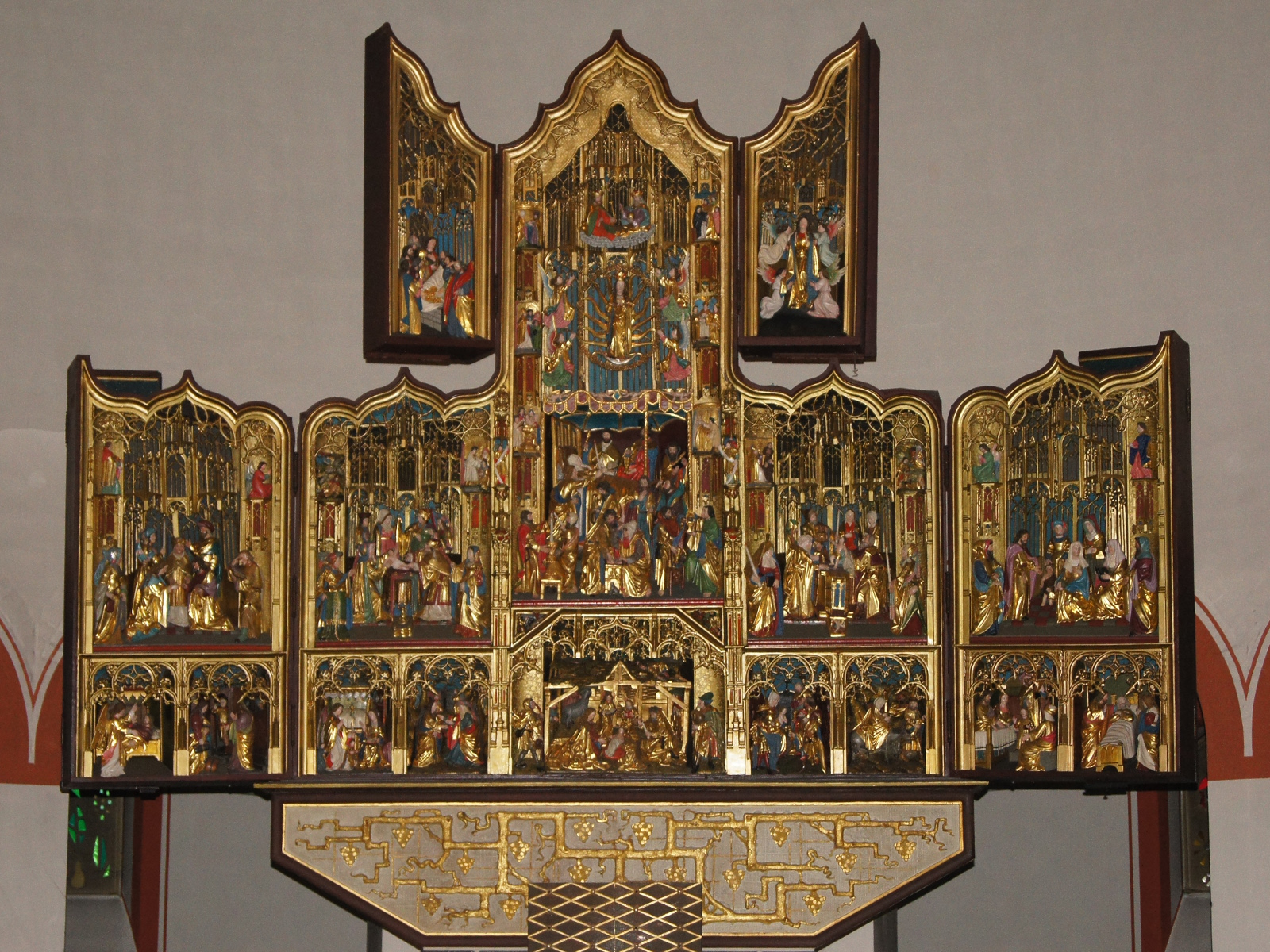
Antwerpener Altar
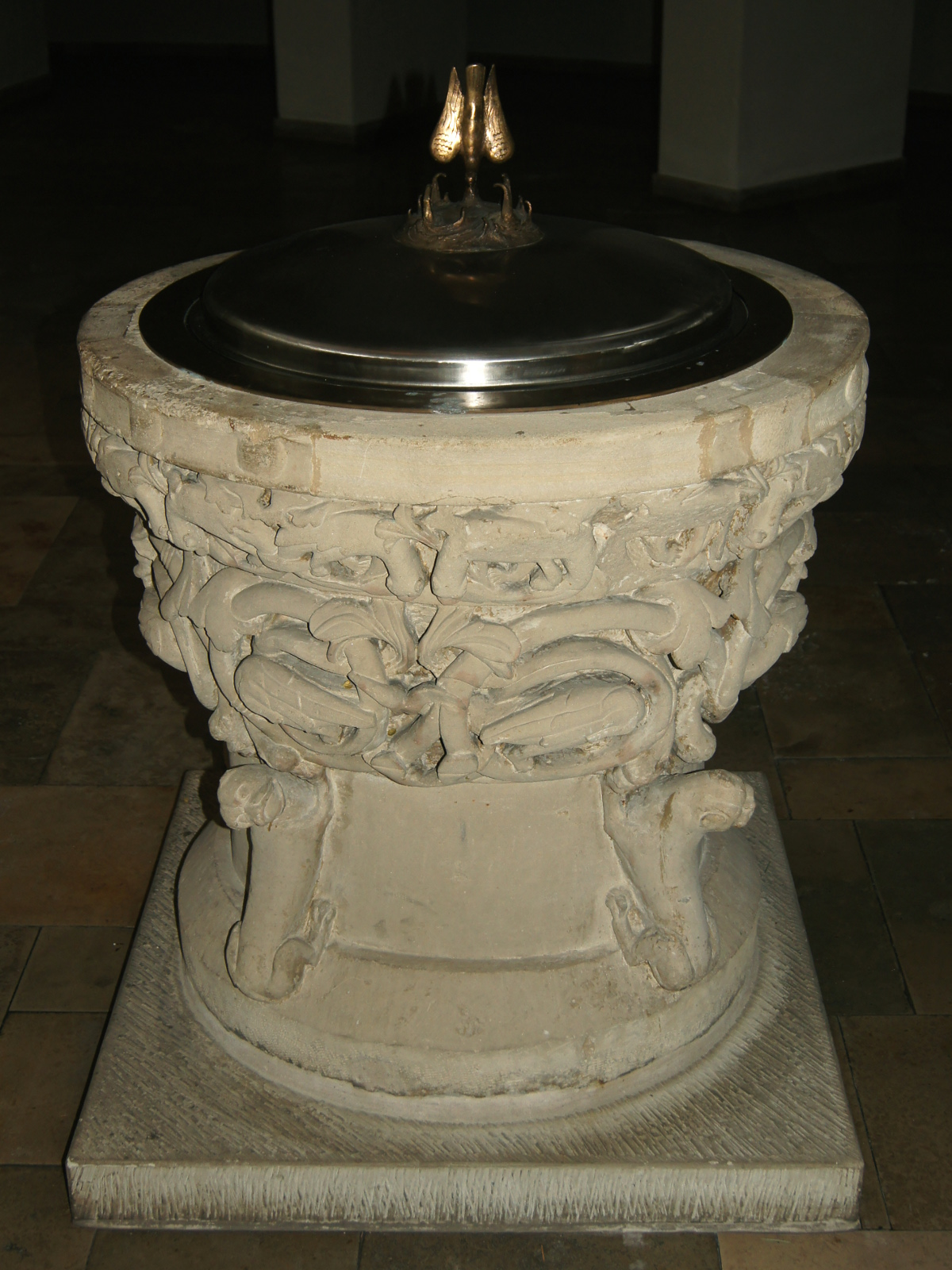
Taufstein / A. K. Emmerick
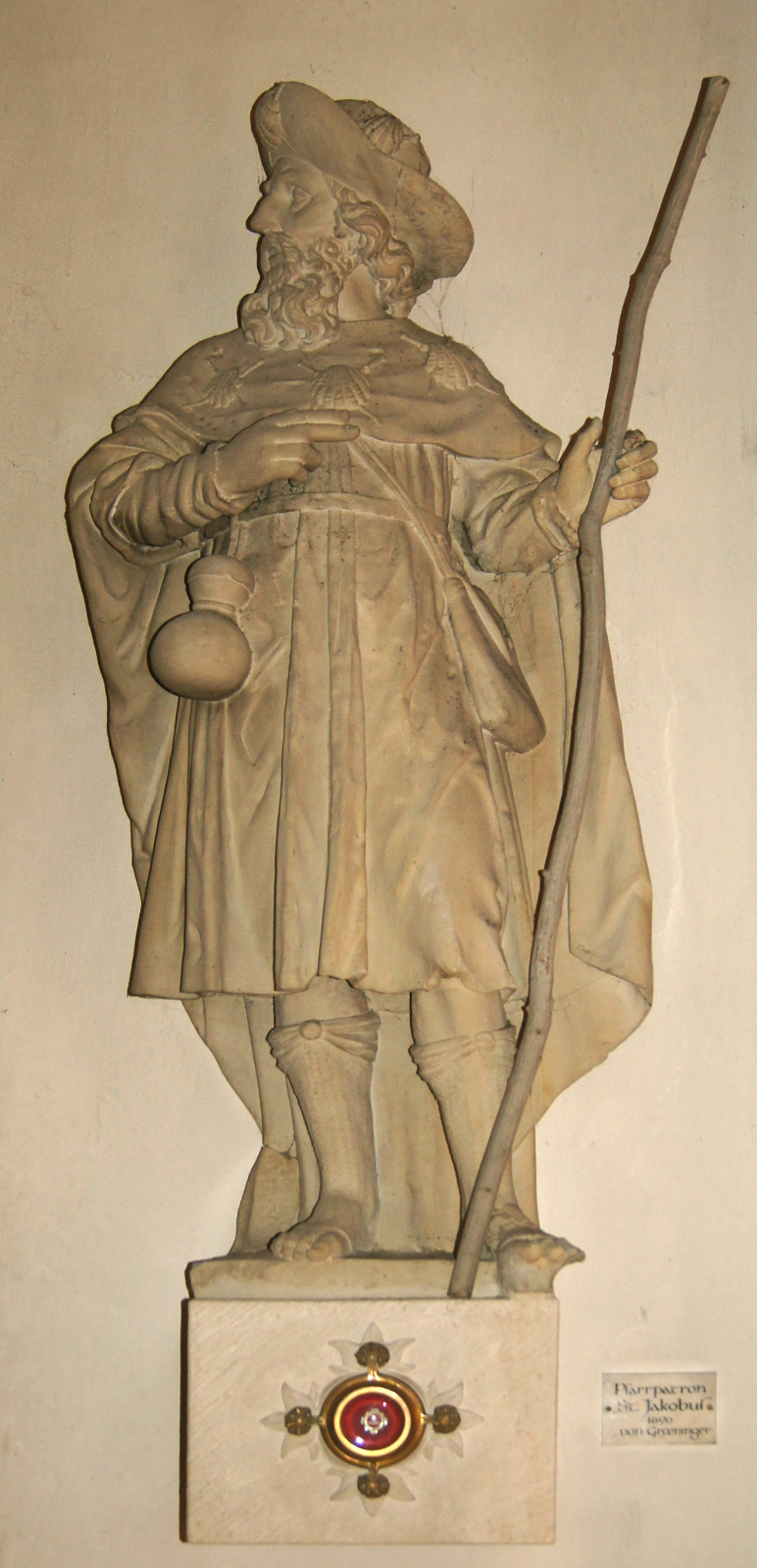
Jakobus der Ältere
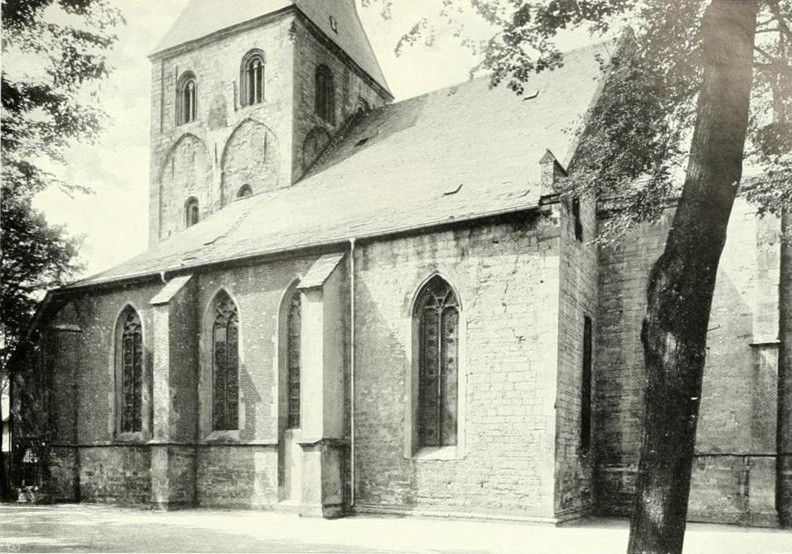
Die alte Kirche St. Jakobi 1907

### Trivia
Der Baldachin der (ehem.) Pfarrei St. Jakobi weist als Zierelement Nachbildungen des romanischen Portals in der Farbgebung der Vorkriegszeit auf. Auch sind andere architektonische Details der alten Jakobikirche auf dem Baldachin zu finden, wie z. B. eine Nachbildung der (oben gezeigten) Skulptur des Kirchenpatrons St Jakobus.

### Orgel

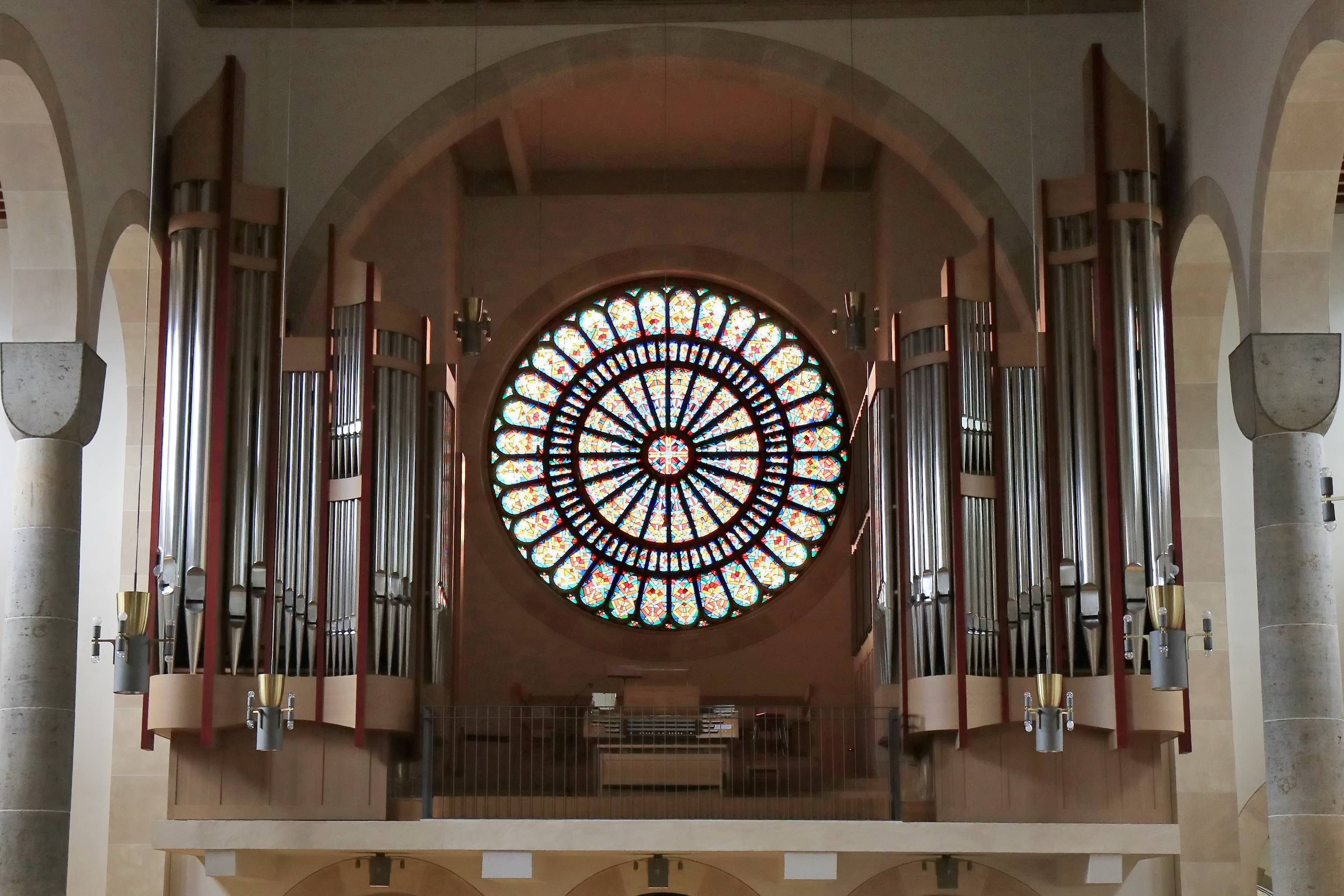
Sauer-Orgel

Die Orgelanlage, bestehend aus Hauptorgel und Chororgel, wurde 2014 von der Orgelbaufirma Westfälischer Orgelbau S. Sauer (Höxter) erbaut. Es handelt sich dabei um eines der letzten Werke der Orgelbaufirma, die 2015 insolvent wurde. Aus der Vorgängerorgel von Franz Breil (Dorsten) wurden 20 Register wiederverwendet. 
Die Hauptorgel auf der Empore hat 36 Register auf zwei Manualwerken und Pedal; drei Zungenregister stehen im zweiten Manualwerk auf einer Auxiliarlade und haben einen bis a4 erweiterten Tonumfang. Das Instrument ist auf zwei Orgelgehäuse verteilt, die die große Fensterrosette flankieren. Unterhalb der Fensterrosette steht der Spieltisch. Die Chororgel hat 11 Register auf einem Manualwerk und Pedal. Das Instrument verfügt über einen eigenen zweimanualigen Spieltisch. Die Register des zweiten Manuals werden über Wechselschleifen generiert. Im Chorraum befindet sich ein mobiler Generalspieltisch, von dem aus beide Instrumente angespielt werden können. 
Die Spieltrakturen der Hauptorgel sind mechanisch, die Registertrakturen sowie die Trakturen der Chororgel sind elektrisch. Insgesamt verfügt die Orgelanlage über 46 klingende Register. Die Orgelweihe erfolgte am 22. November 2014.
| I Hauptwerk C–a3 |                |        |
| 01.              | Rohrbordun     | 16′    |
| 02.              | Prinzipal      | 08′    |
| 03.              | Gamba          | 08′    |
| 04.              | Rohrflöte      | 08′    |
| 05.              | Oktave         | 04′    |
| 06.              | Gedacktflöte 0 | 04′    |
| 07.              | Quinte         | 02 ⁄3′ |
| 08.              | Oktave         | 02′    |
| 09.              | Cornett III    | 04′    |
| 10.              | Mixtur V       | 01 ⁄3′ |
| 11.              | Trompete       | 08′    |

| II Schwellwerk C–a3 |                   |         |
| 12.                 | Salizet           | 16′     |
| 13.                 | Geigenprinzipal 0 | 08′     |
| 14.                 | Rohrgedackt       | 08′     |
| 15.                 | Violflöte         | 08′     |
| 16.                 | Vox coelestis     | 08′     |
| 17.                 | Fugara            | 04′     |
| 18.                 | Traversflöte      | 04′     |
| 19.                 | Nasat             | 02 ⁄3′  |
| 20.                 | Flöte             | 02′     |
| 21.                 | Terz              | 01 3⁄5′ |
| 22.                 | Quinte            | 01 ⁄3′  |
| 23.                 | Mixtur IV         | 02′     |
|                     | Tremulant         |         |

| Auxiliarwerk C–a4 |                   |     |
| 24.               | Fagott            | 16′ |
| 25.               | Trompette harm. 0 | 08′ |
| 26.               | Oboe              | 08′ |
|                   | Tremulant         |     |

| III Chororgel C–a3 |                     |        |   |
| 27.                | Stillgedackt        | 16′    |   |
| 28.                | Harfenprinzipal     | 08′    |   |
| 29.                | Doppelflöte         | 08′    |   |
| 30.                | Bleigedackt         | 08′    | W |
| 31.                | Salicional          | 08′    |   |
| 32.                | Ital. Prinzipal     | 04′    |   |
| 33.                | Blockflöte          | 04′    | W |
| 34.                | Sesquialtera II     | 02 ⁄3′ | W |
| 35.                | Waldflöte           | 02′    | W |
| 36.                | Progressio III–IV 0 | 02 ⁄3′ |   |
| 37.                | Schalmey            | 08′    |   |

| Pedalwerk C–g1 |                         |     |
| 38.            | Untersatz               | 32′ |
| 39.            | Prinzipalbaß            | 16′ |
| 40.            | Subbaß                  | 16′ |
|                | Salizetbaß (= Nr. 12) 0 | 16′ |
| 41.            | Oktavbaß                | 08′ |
| 42.            | Gedacktbaß              | 08′ |
| 43.            | Choralbaß               | 04′ |
| 44.            | Contrabombarde          | 32′ |
| 45.            | Posaune                 | 16′ |
| 46.            | Trompete                | 08′ |

| Pedal Chororgel C–g1 |                  |     |
|                      | Subbaß (=Nr. 40) | 16′ |

W = Register der Chororgel auf Wechselschleife
- Koppeln:
  - Normalkoppeln: I/II, III/I, III/II, I/P, II/P, III/P
  - Superoktavkoppeln: Aux/II, III/III, II/P, Aux/P
- Spielhilfen: Registercrescendo, Setzerkombinationen, zwei Schwelltritte (Schwellwerk und Chororgel)

### Glocken
Quellen: 
| Nr. | Name                    | Gussjahr | Gießer            | Durchmesser (mm) | Schlagton (HT-1/16) |
| 1   | Maria                   | 1959     | Petit & Edelbrock | 1.510            | des1 −4             |
| 2   | Anna Katharina Emmerick | 1959     | Petit & Edelbrock | 1.335            | es1 −4              |
| 3   | Engel                   | 1959     | Petit & Edelbrock | 1.110            | ges1 −3             |